# 倉敷市立東陽中学校
倉敷市立東陽中学校（くらしきしりつとうようちゅうがっこう）は、岡山県倉敷市にある公立中学校。

## 沿革
- 1947年（昭和22年） - 都窪郡茶屋町早沖に茶屋町立茶屋町中学校として開校
- 1972年（昭和47年）- 倉敷市立茶屋町中学校に改称
- 1978年（昭和53年）4月 - 学区再編により現在地に移転し、倉敷市立東陽中学校として開校

## 部活動
- 野球部
- 陸上競技部
- サッカー部
- ソフトテニス部
- バスケットボール部
- バドミントン部
- バレーボール部
- 卓球部
- 剣道部
- 柔道部
- 吹奏楽部
- 美術部
- 英語部
- 演劇部

## 著名な出身者
- 山﨑夕貴 (フジテレビアナウンサー)

石井優希　元バレー選手

## 通学区域が隣接している学校
- 倉敷市立多津美中学校
- 倉敷市立東中学校
- 倉敷市立北中学校
- 早島町立早島中学校
- 岡山市立興除中学校